# 高峻 (企业家)
高峻（？—），中华人民共和国企业家。

## 生平
毕业于上海同济大学，后加入华为公司，因其资历深厚，也被称为“华为1号员工”，创建华为终端业务，历任华为终端公司中国区总经理，全球销售与服务管理部总裁，将华为终端业务销售规模从零开始做到2011年的68亿美金。2016年9月6日，因与公司理念不合，离开华为，改任乐视创景总裁，整体负责乐视AR/VR及MFL管理工作。2016年11月16日，在乐视集团备受资金链压力下，贾跃亭任命高峻为乐视控股亚太区总裁，兼LeEco香港CEO，全面负责LeEco亚太区以及香港整体经营管理和各项业绩的达成。